# Jody Williams
Jody Williams (* 9. října 1950 Brattleboro) je americká učitelka a humanitární pracovnice, která v roce 1997 získala spolu s Mezinárodní kampaní za zákaz nášlapných min (ICBL), pro kterou pracovala, Nobelovu cenu za mír. Učila angličtinu v Mexiku, Spojeném království a Washingtonu, D.C, poté působila jako humanitární pracovnice a v roce 1992 začala pracovat pro nově vzniklou ICBL.